# Action (film, 1980)
Pour les articles homonymes, voir Action.
Pour plus de détails, voir Fiche technique et Distribution.
Action est un film italien réalisé par Tinto Brass, sorti en 1980.

## Synopsis
Bruno est un héros idéaliste qui questionne le sens de la vie dans ce drame érotique déroutant et parfois hallucinatoire. Parce qu'il est bien équipé, il jouera dans un film porno. Après une nuit difficile en prison, il est violé par un groupe de punks dans un dépotoir. Il sauve plus tard un vieil homme qu'il croit être Garibaldi et une femme qu'il croit être Ophelia. Bruno regardera impuissant la suite des évènements.

## Fiche technique
- Titre : Action
- Réalisation : Tinto Brass
- Scénario : Tinto Brass, Roberto Lerici et Gian Carlo Fusco
- Photographie : Silvano Ippoliti
- Montage : Tinto Brass
- Pays d'origine : Italie
- Format : Couleurs - 1,66:1 - Mono
- Genre : comédie noire
- Date de sortie : 1980

## Distribution
- Luc Merenda : Bruno Martel
- Adriana Asti : Florence
- Susanna Javicoli : Doris / Ofelia
- Paola Senatore : Ann Shimpton
- Alberto Sorrentino : Garibaldi
- John Steiner : le manager
- Alberto Lupo : Joe
- Paola Montenero
- Franco Fabrizi : le producteur